# 伊豆群島
伊豆群島是日本所擁有、位於太平洋中的一個群島，位于伊豆半岛以南、小笠原群岛以北，行政上属东京都管辖（東京都島嶼部），面积296.5平方公里，群島中10个主要岛屿均是火山岛。
伊豆群島的主島是位於伊豆半島東南方的大島。從大島開始至最南端的孀婦岩，包含了100多個大小島嶼。除了大島外，群島內還有利島、新島、式根島、神津島、三宅島、御藏島、八丈島與青島（青ヶ島）等八個有人居住的島嶼。鵜渡根島、八丈小島與鳥島是過去曾經有人類居住、但目前已荒棄的無人島；群島內除此之外的所有島嶼，則全數皆為無人島。
伊豆群島的八丈島以北區域屬於富士箱根伊豆國立公園所包含的範圍。